# Subneptuno
El término subneptuno puede referirse a un planeta con un radio menor que Neptuno, aunque puede tener una masa mayor, o a un planeta con una masa menor que Neptuno, aunque puede tener un radio mayor, como un superinchado, y ambos significados pueden incluso utilizarse en la misma publicación.
Los planetas de tipo Neptuno son considerablemente más raros que los planetas del tamaño de un subneptuno, a pesar de ser solo un poco más grandes. Esta brecha de radios separa a los sub-Neptunos (radios < 3 radios terrestres) de los Neptunos (radios > 3 radios terrestres). Se cree que esta brecha de radios surge porque, durante la formación, cuando el gas se está acumulando, las atmósferas de los planetas de ese tamaño alcanzan las presiones necesarias para forzar el hidrógeno a entrar en el océano de magma, deteniendo el crecimiento del radio. Luego, una vez que el océano de magma se satura, el crecimiento del radio puede continuar. Sin embargo, los planetas que tienen suficiente gas para alcanzar la saturación son mucho más raros, porque requieren mucho más gas.
El 29 de noviembre de 2023, los astrónomos informaron el descubrimiento de seis exoplanetas subneptuno orbitando la estrella HD 110067, con radios que varían entre 1,94 radios terrestres y 2,85 radios terrestres.